# Bellevaux-Ligneuville

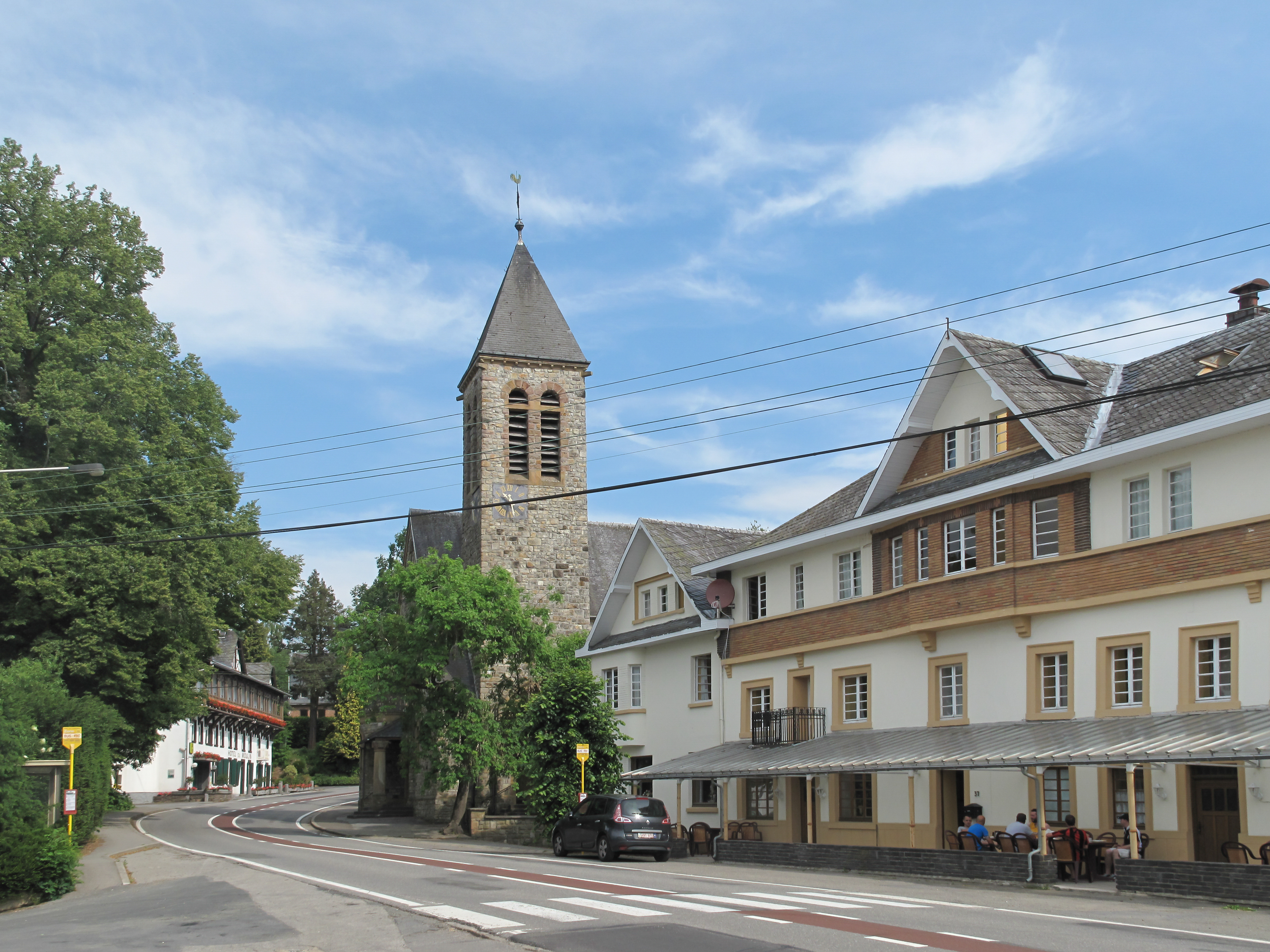
Ligneuville, Ortszentrum mit Kirche

Bellevaux-Ligneuville (dt. Schönenthal-Engelsdorf) ist seit der Gemeindefusion von 1977 eine Teilgemeinde der belgischen Stadt Malmedy in den Ostkantonen.
Unter preußischer Verwaltung erhielten Bellevaux und Ligneuville den Namen Schönenthal und Engelsdorf. Heute schmückt sich die Gemeinde, dank ihrer Fischzuchtbetriebe, die sich des sauberen Wassers im Tal der Amel bedienen, mit dem Beinamen „Hauptstadt der Forelle“ (Capitale de la truite).

## Sehenswürdigkeiten
- Die Kirche St. Aubin aus dem 15. Jahrhundert.
- Das „Haus Maraite“ von 1592 mit seinem Fachwerk.
- Eine alte Wassermühle, erstmals 1387 erwähnt.
- Die Rosengärten Schmitz «Jardin des Roses du temps passé» mit dem alljährlichen stattfindenden Rosenfest

## Persönlichkeiten
- Die Sopranistin Sophie Karthäuser
- Der Opernsänger Jules Bastin
- Der Pfarrer Josef Knichel Häftling im KZ Dachau, Pfarrer ab 1934 bis zum Einmarsch der Deutschen